# Centrale-47
De Centrale-47 of C-47 is een Surinaamse federatie van vakbonden.
De Centrale-47 werd op 11 januari 1970 door 47 verschillende vakbonden (vandaar de naam) opgericht als gevolg van een stakingsgolf die zich begin 1969 in Suriname had voorgedaan. De bond was sterk gelieerd aan de Creoolse politieke partij Partij Nationalistische Republiek (PNR). Eerste voorzitter van C-47 werd Eddy Bruma, die eveneens oprichter van de PNR was. Naast Bruma waren Eddy Hoost en Roy Adama, kaderleden van  van de PNR, betrokken bij de oprichting van C-47. In de jaren 70 volgde Fred Derby Bruma op als voorzitter van C-47. Na het overlijden van Fred Derby werd Roy Adama voorzitter. Anno 2019 is Robby Berenstein voorzitter.
In 1987 ging C-47 onder de noemer "Raad van Vakverenigingen Suriname" een samenwerkingsverband aan met Centrale van Landsdienaren Organisaties (CLO) en het Algemeen Verbond van Vakbewegingen in Suriname (de "Moederbond").
In dat zelfde jaar richtten de leiders van C-47 de Surinaamse Partij van de Arbeid op. 